# 王鏜 (宣德)
王鏜（？—？），北直隶宝坻人，明朝政治人物，官至浙江按察使。

## 生平
明宣宗宣德十年应天乡试解元。初任费县知县，后擢升御史，之后外放为浙江提刑按察司副使，不久升任正使。晚年辞官还乡，致力于家乡教育事业。

## 家族
- 父：王义，因王鏜被封官为御史
- 母：张氏，因王鏜被封为太孺人